# جملة استفتاحية
الجملة الاستفتاحية  في بداية العمل الكتابي توجد الجملة الاستفتاحية والسطر الاستفتاحي جزء أو كل الجملة الاستفتاحية التي تبدأ بها بقية الفقرة، بالنسبة للنصوص القديمة فالمصطلح اللاتيني "incipt" من الكلمات الأولى قيد الاستخدام للجملة الاستفتاحية.
بالنسبة للخطاب الرسمي فالوثيقة الشخصية مثل الرسالة عادة ما تبدأ بتحية، لكن هذه الحالة لايمكن أن تتجه اليه المقالات الصحفية، الشعر والقصائد الغنائية والاعمال الخيالية والخيالية العامة.
في الوثائق الغير خيالية، تدل القارئ مباشرة إلى الموضوع المطروح في شكل وأسلوب الحقيقة، في الصحافة السطر الاستفتاحي عادة ما يعرض إطار المقالة. 
في الخيال لديهم حرية أكبر في طريقة سبكهم للبداية مستخدمين لشد انتباه القارئ والذي يضمن الجملة الاستفتاحية في صلب الموضوع عرض سلوك مروع ومثير للجدل.
إحدى أشهر الجمل الاستفتاحية «لقد كان أفضل الأوقات، لقد كان أسوء الأوقات» بدأت جملة مكونة من 118 الكلمة والتي تجذب القارء بتناقضها، حتى الجملة الأولى في«نعم» تحتوي على 477 كلمة، «ادعوني إسماعيل» مثال على الجمل الاستفتاحية القصيرة. صياغة البدايات تستثنى لكنها متوقعة في أنواع معينة مثل الحكايات الخيالية «كان يا مكان».
مستلهمة من الافتتاحية «لقد كانت ليلة ظلماء وعاصفة...» المسابقة الرواية الخيالية لسنوية الساخر بولوير ليتون دعت للدخول في تأليف «الجملة الاستفتاحية الأسوء في جميع الروايات المحتملة» والمشتق منها مسابقة ليتي لوتين لمعادلتها بالإيجاز.
الجملة الاستفتاحية قد تستخدم أحيانا كعنوان للعمل، مثلا «كل ما أملكه احمله معي صكوك الغفران وبرج الثور» فقد عنون العمل نسبة لبدايته.